# ピッツバーグ・エクスプロージョン
ピッツバーグ・エクスプロージョン（Pittsburgh Xplosion）は、コンチネンタル・バスケットボール・アソシエーション（以下CBA）に加盟していたアメリカ合衆国のプロバスケットボールチーム。本拠地はペンシルベニア州ピッツバーグ。

## 歴史
2004年に消滅したピッツバーグ・ハードハッツ（CBA）がABAのフランチャイズ権利を獲得する形で設立された。余談だが、ピッツバーグを本拠とするABA加盟チームの歴史は古く、「アメリカン・バスケットボール・アソシエーション (1967-1976年)」の頃から活動が続けられている。2005-06シーズンは18勝12敗で地区2位。シーズン後、ABAを脱退してCBAに新加盟した。